# Шубин, Павел Николаевич (поэт)
Па́вел Никола́евич Шу́бин (14 [27] февраля 1914, Чернава, Орловская губерния — 10 апреля 1951, Москва) — русский советский поэт, журналист, переводчик.

## Биография
Родился 14 марта 1914 года в селе Чернава Елецкого уезда Орловской губернии (ныне — Измалковского района Липецкой области) в семье мастерового. В 1929 году уехал в Ленинград. Работал слесарем. В 1934 году поступил на филологический факультет Ленинградского педагогического института, который окончил в 1939 году.
Первые стихи появились в печати в 1930 году. Первый сборник стихов «Ветер в лицо» вышел в 1937 году. Второй — «Парус» — в 1940 году.
Участник Великой Отечественной и советско-японской войн, служил фронтовым корреспондентом на Волховском, Карельском направлениях, на Дальнем Востоке и Маньчжурии. Тогда же создал стихи о русских воинах: «Полмига», «Битва на Дону», «Идёт на родину солдат», «Мы устоим». В 1943 году в Ленинграде вышла книга стихов «Во имя жизни», а в 1944 в Беломорске — сборник «Люди боя».

Портрет Павла Шубина. 1990

За мужество и отвагу награждён орденами Отечественной войны 2-й степени, Красной Звезды и медалями.
Впечатления военных лет наполнили стихи, составившие остальные прижизненные книги Шубина: «Моя звезда» (1947), «Солдаты» (1948), «Дороги, годы, города» (1949).
Умер Шубин от сердечного приступа 10 апреля 1951 года. Похоронен на Введенском кладбище (8 уч.).

## Творчество
Стихи Шубина яростные, стремительные, моментально мобилизующие читателя. В Великую Отечественную войну Шубин храбро защищал Ленинград не только оружием, но и стихотворениями, живописуя битвы и разгром врага. Метафоры Шубина яркие и меткие.
Шубин не только яростный публицист, но и проникновенный лирик. Главная направленность его стихов — любовь к Родине, защита Родины на войне в мирное время.
Песню на его стихи из «Волховской застольной» распевала вся страна:

Редко, друзья, нам встречаться приходится,

Но уж когда довелось,

Вспомним, что было, и выпьем, как водится,

Как на Руси повелось!

Вспомним о тех, кто командовал ротами,

Кто умирал на снегу,

Кто в Ленинград пробирался болотами,

Горло ломая врагу…

Будут в преданьях навеки прославлены

Под пулемётной пургой

Наши штыки на высотах Синявина,

Наши полки подо Мгой!

Стихотворение Шубина «Алёнушка» Александр Вертинский положил на музыку и исполнял почти в каждом концерте после возвращения из заграницы в 1944 году. Тематика песни была близка ему как никому другому:

Всё, что прожито и пройдено,

Всё Тобой озарено,

Милая навеки Родина,

В счастье светлое окно!

Шубину принадлежит вариант текста (1945 г) на мотив знаменитого вальса Шатрова «На сопках Маньчжурии»:

Меркнет костер,

Сопки покрыл туман.

Легкие звуки старого вальса

Тихо ведет баян.

С музыкой в лад,

Припомнил герой-солдат

Росы, березы, русые косы,

Девичий милый взгляд.

Там, где ждут сегодня нас,

На лугу в вечерний час,

С самой строгою недотрогою

Танцевали мы этот вальс.

Вечера свиданий робких

Давно прошли и скрылись во тьму…

Спят под луною маньчжурские сопки

В пороховом дыму.

Мы сберегли

Славу родной земли.

В битвах жестоких, здесь, на Востоке,

Сотни дорог прошли.

Но и в бою,

В дальнем чужом краю,

Припоминали в светлой печали

Родину-мать свою.

Далека она, далека

От солдатского огонька.

В ночи хмурые из Маньчжурии

Уплывают к ней облака.

В темный простор,

Мимо ночных озёр,

Выше, чем птицы, дальше границы

Выше сибирских гор.

Покидая край угрюмый,

Летят за нами в радости пусть

Все наши самые светлые думы,

Наша любовь и грусть.

Там, за лентою голубой,

Знамя родины над тобой.

Спи, товарищ мой! Смолкли выстрелы,

Отгремел твой последний бой…

## Память

Жилой дом в пгт Никель с четверостишием П. Н. Шубина.

В Чернаве в МБОУ СОШ действует экспозиция, посвященная П. Н. Шубину. Установлен в 30.09.1980 г. памятник во дворе бывшей Никольской школы в с. Чернава, где учился поэт. Ежегодно проводятся Шубинские литературные встречи на Чернавской земле. 14 марта 1989 года имя Шубина присвоено бульвару в 24-м микрорайоне Липецка. 18 ноября 2014 г. Чернавской сельской библиотеке было присвоено имя поэта-земляка П. Н. Шубина.
Имя П. Н. Шубина присвоено также школе №33, расположенной на одноименном бульваре в Липецке; в 2010 году на фасаде здания установлена  мемориальная доска П. Н. Шубину.
Творчеству Павла Шубина посвящено оформление жилого дома в посёлке Никель Мурманской области. Там же установлена мемориальная доска в честь поэта.